# 究極癒し戦隊ヴィーナス・エンジェル
究極癒し戦隊ヴィーナス・エンジェルは、テレビ東京で月曜深夜に放送されていた連続ドラマである。放送期間は2004年1月5日から3月29日で放送時間は26:00-26:30。

## 概要
戦隊バラエティヒロインが活躍する特撮コメディドラマである。

## 出演者
- 織田ヒミコ：新舞りあす
- 柳生ビクトリア：牧野悠子
- 坂本ミナ：松浦裕子
- 伊達ユウナ：江川めぐみ
- 高杉マリ：尾崎沙也
- エカテリーナ・チャン：ケディ・ティン
- 藤原キョウコ：咲希愛
- 北条ミキ：工藤あさぎ
- 東久邇宮サクラコ：きこうでんみさ
- 蘇我入留鹿（そがの＝いるか）：水木一郎
- 小野小待（おの=こまち）：西本はるか
- 長宗我部元地価（ちょうそかべ=もとちか）：石丸謙二郎
- 上野広工事キャサリン：夏目久美
- クロマニョンζ（ぜーた）：レイモンド・ジョンソン
- 謎のライター :速水けんたろう